# Rotterdamsche Electrische Tramweg Maatschappij

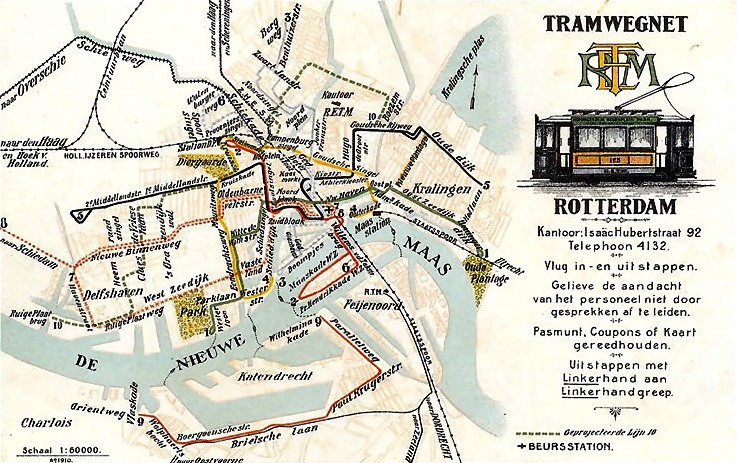
Lijnennet RETM in 1910

De N.V. Rotterdamsche Electrische Tramweg Maatschappij (RETM) is op 7 april 1904 opgericht met als doel het verzorgen van tramvervoer met elektrische trams in Rotterdam. De RETM richtte zich op het stadsvervoer in Rotterdam, terwijl de Rotterdamsche Tramweg Maatschappij zich richtte op het tramvervoer naar de Zuid-Hollandse Eilanden en Zeeland. De RETM kwam tot stand met Belgisch kapitaal.

## Geschiedenis

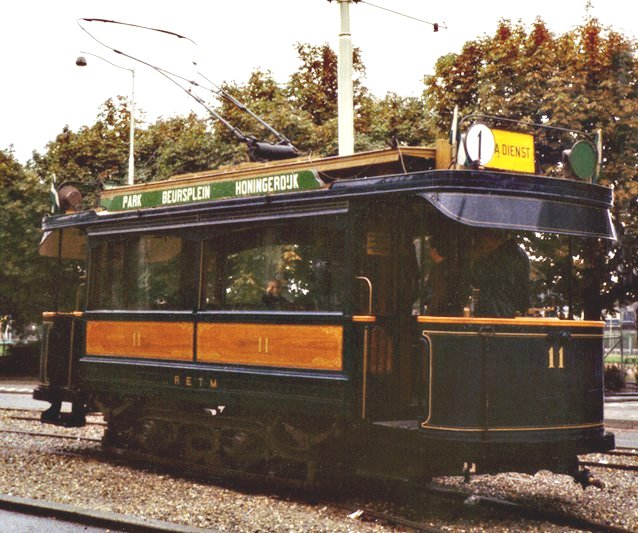
RETM-motorwagen 11 (bouwjaar 1905) als museumtram bij Diergaarde Blijdorp, 1983.

Op 18 september 1905 nam de RETM de eerste elektrische tramlijn in gebruik: lijn 1 van de Honingerdijk in Kralingen via de Beurs naar de Westerlaan bij het Park. De aanleg van tramlijnen werd voortvarend ter hand genomen: in 1910 had de RETM 10 tramlijnen en bediende daarmee alle wijken van de stad.
In de jaren twintig kwamen in Rotterdam de 'wilde busdiensten' op. Zij beconcurreerden elkaar en de RETM hevig. Een en ander kwam de kwaliteit van het openbaar vervoer in Rotterdam niet ten goede. In 1927 nam de gemeente Rotterdam de RETM over. De RETM ging verder als gemeentelijk vervoerbedrijf RET en ging ook busdiensten exploiteren. De wilde bussen verdwenen daarna uit het straatbeeld.